# لياندرو سيميدو
لياندرو سيميدو (مواليد 24 ديسمبر 1994) هو لاعب كرة يد من الرأس الأخضر يلعب في نادي أديمار ليون ومنتخب الرأس الأخضر.